# Захарий Скопски
Захарий или Захария (на гръцки: Ζαχαρίας) е православен духовник, скопски митрополит от XVIII век.

## Биография
Васил Кънчов твърди, че е роден в Скопие. Захарий служи като архидякон на Скопската епархия. На 27 октомври 1775 година е избран и по-късно ръкоположен за скопски митрополит. Захарий се споменава в надпис от притвора на Кучевищкия манастир „Свети Архангели Михаил и Гавриил“, по повод неговото посещение в манастира на 1 октомври 1776 година. При пътуването си е придружен от протосингела си Никодим Хилендарец. Авторът на една приписка от 1792 година се жалва, че по времето на митрополит Захарий Марковият манастир „Свети Димитър“ остава само с една сграда. Митрополит Захарий в същата година заповядва да се унищожат славянските книги в манастира и това е един от първите примери за настъпателно отношение на гръцкия висш клир към българщината довело до българския църковен проблем през следващия век. Според Кънчов в Скопие Захарий се показва като много добър пастир и служи на църковнославянски език.
През октомври 1799 година е избран за месемврийски митрополит. Остава начело на катедрата в Несебър до октомври 1801 година, когато се оттегля.
По време на патриаршеството на Йеремия IV Константинополски (1809 - 1813) работи в Светия синод на Вселенската патриаршия.
Умира в Цариград около 1815 година.